# Issor
Issor è un comune francese di 256 abitanti situato nel dipartimento dei Pirenei Atlantici nella regione della Nuova Aquitania.

## Geografia fisica
Il territorio comunale è attraversato dalla gave de Lourdios, affluente della gave d'Oloron, e da alcuni suoi affluenti.

### Comuni limitrofi
- Asasp-Arros a nord-est
- Aramits a nord-ovest
- Sarrance a sud-est
- Arette a sud-ovest
- Lourdios-Ichère a sud.

## Società

### Evoluzione demografica
Abitanti censiti

## Patrimonio culturale
Di notevole interesse culturale è la chiesa di San Giovanni Evangelista, ricostruita nel 1687 ed il cui attuale campanile è stato eretto nel 1924.

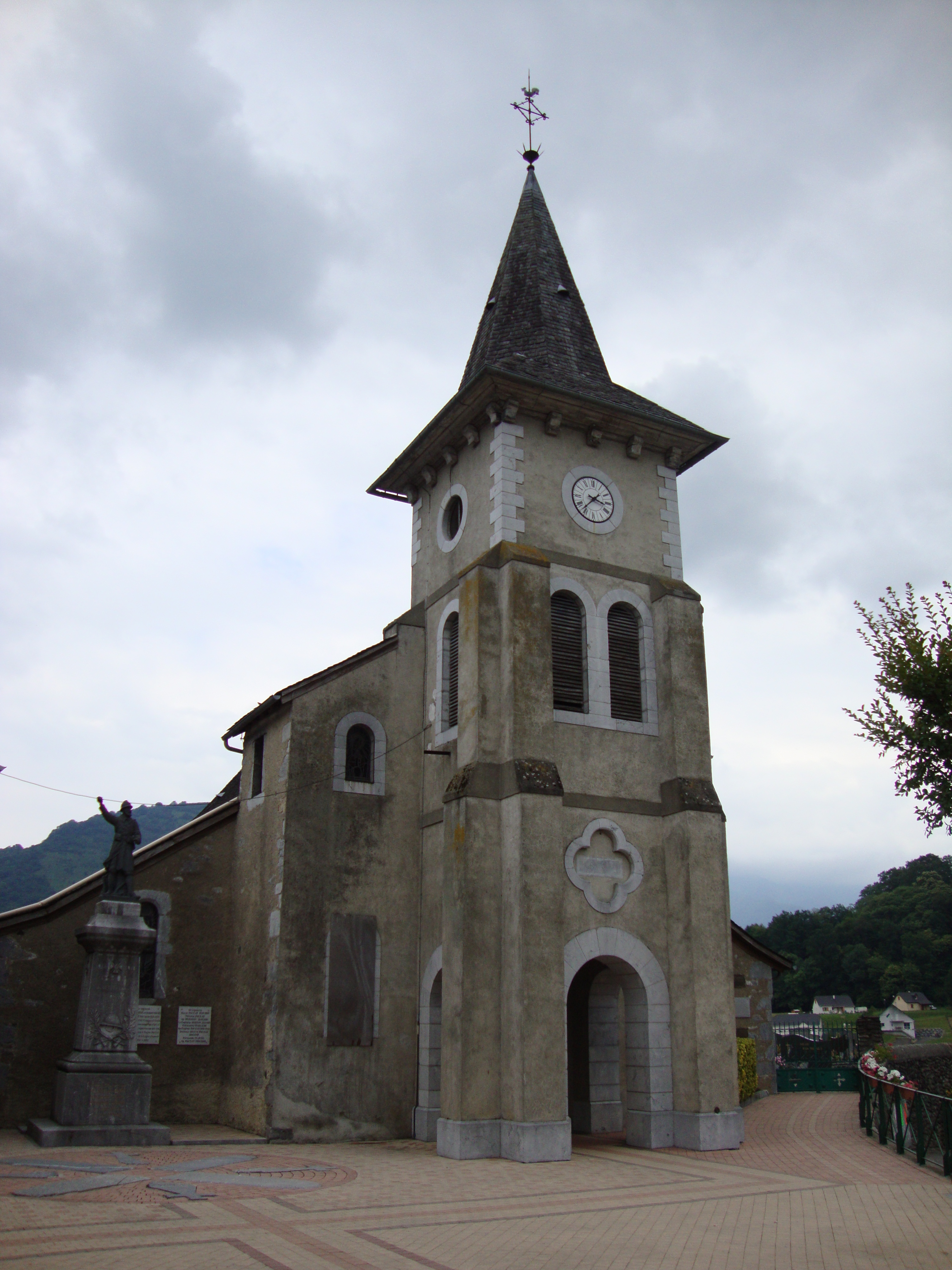
La chiesa dedicata a san Giovanni Evangelista
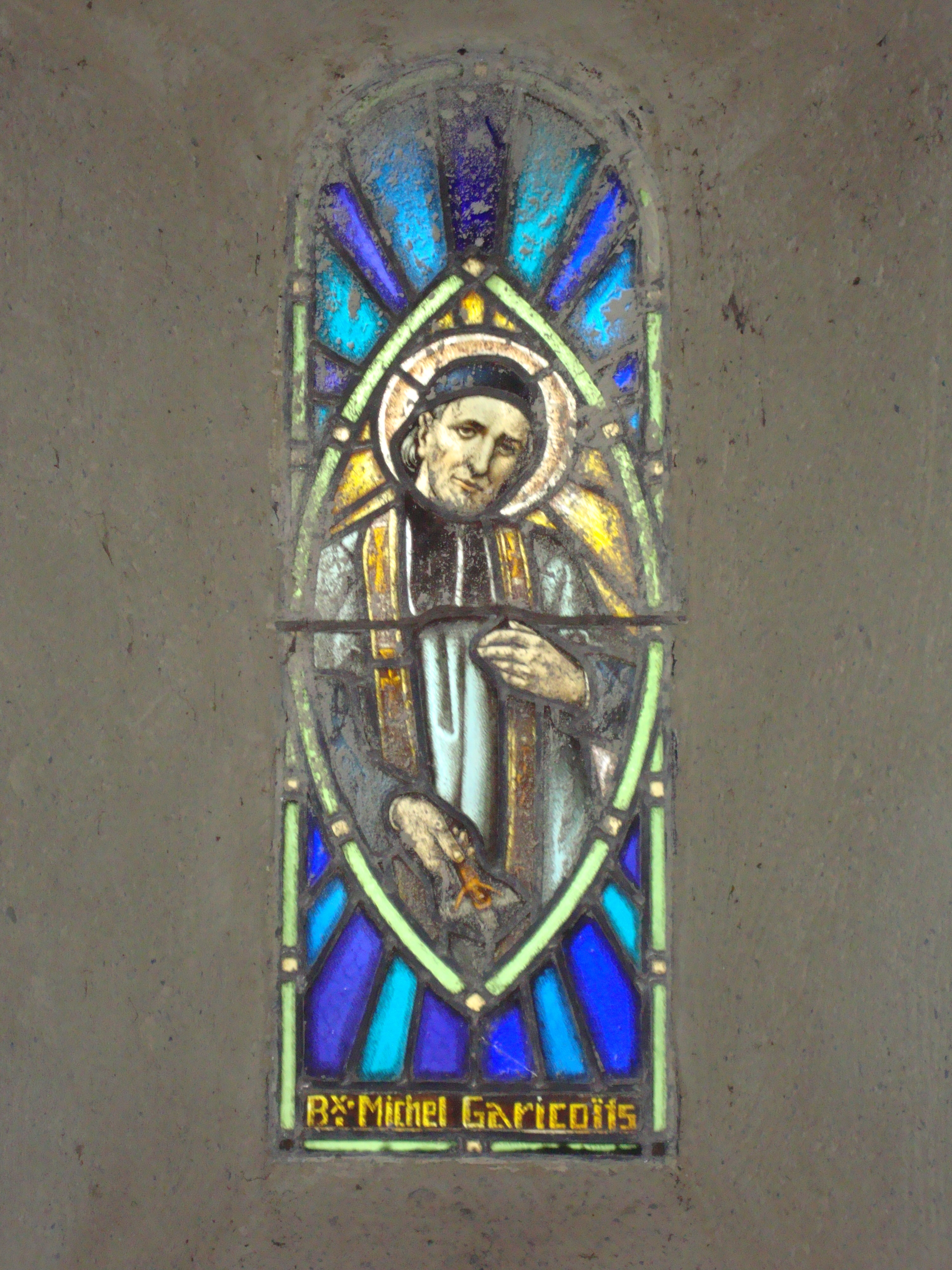
Vetrata della chiesa di san Giovanni con san Michele Garicoïts.
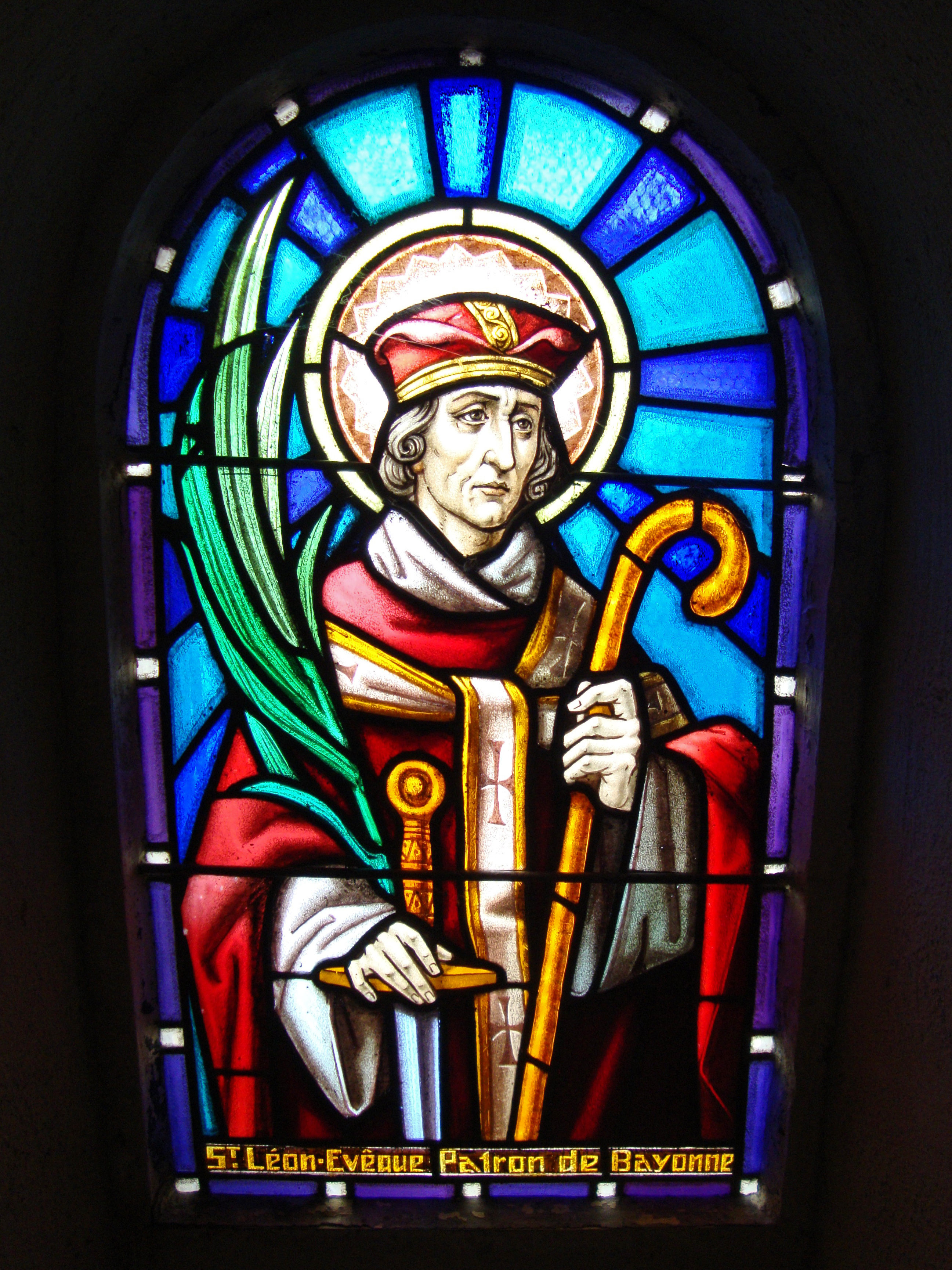
Vetrata della chiesa di san Giovanni con san Leone, vescovo di Bayonne e patrono della città
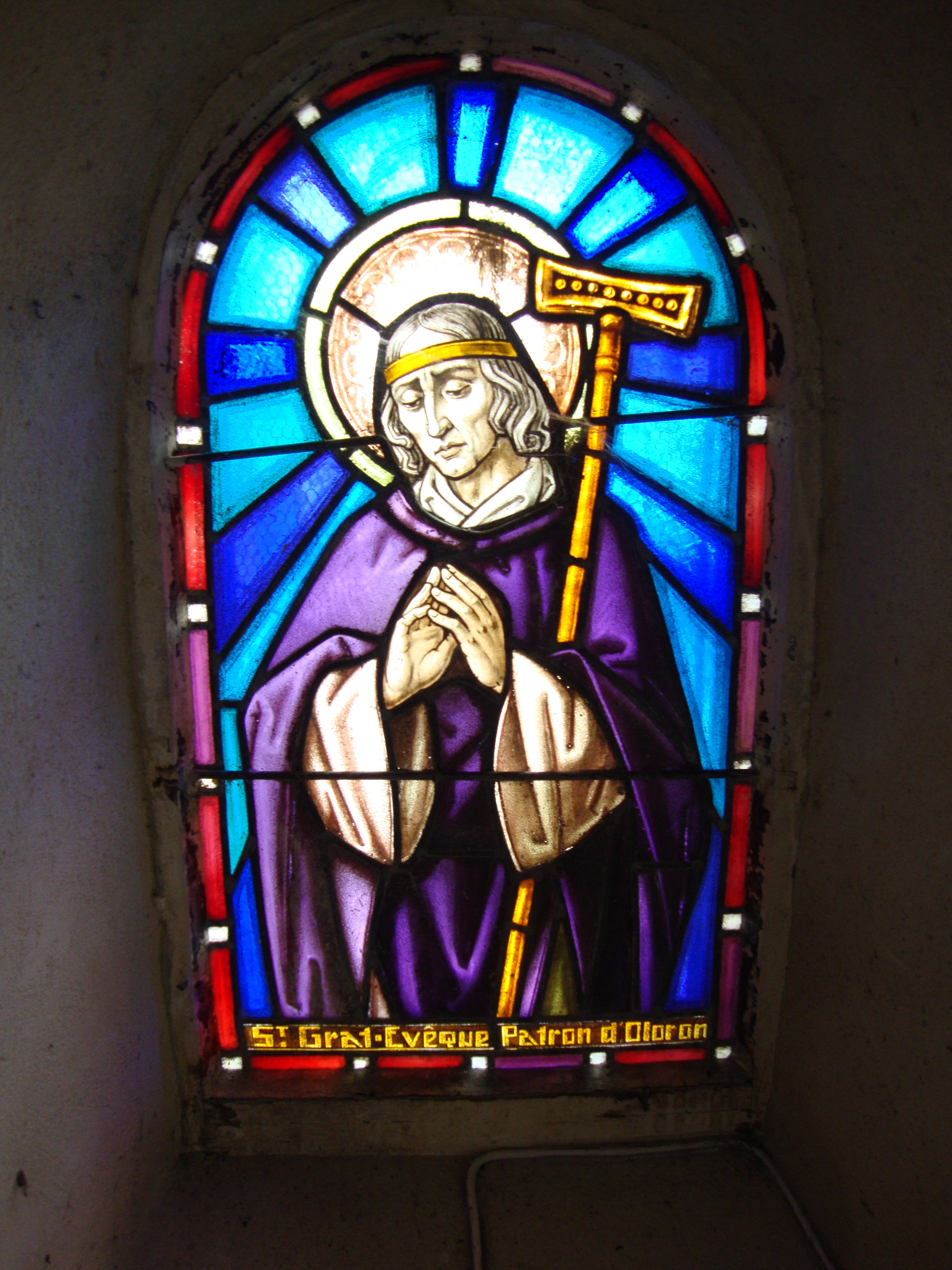
Vetrata della chiesa di san Giovanni con san Grato, vescovo di Oloron e santo patrono d'Oloron